# Josef Greuter
Josef Greuter (1. října 1817 Tarrenz – 21. června 1888 Innsbruck) byl rakouský římskokatolický duchovní a politik německé národnosti, v 2. polovině 19. století poslanec Říšské rady.

## Biografie
Roku 1842 byl vysvěcen na kněze. Po několik let působil jako pomocný kněz a od roku 1850 byl učitelem náboženství na státním gymnáziu v Innsbrucku.
Po obnovení ústavní vlády počátkem 60. let se zapojil do politiky. Byl poslancem Tyrolského zemského sněmu. Zemský sněm ho roku 1864 delegoval i do Říšské rady (tehdy ještě volené nepřímo) za Tyrolsko (obvod Landeck, Ried a Nauders). 12. listopadu 1864 složil slib. Opětovně byl do vídeňského parlamentu delegován roku 1867 za kurii venkovských obcí. Na poslanecký mandát rezignoval 27. ledna 1870 v rámci hromadného složení mandátů poslanců za Tyrolsko poté, co na předchozí schůzi nebylo přijato usnesení, že Tyrolané nejsou Rakušany. Znovu byl zemským sněmem do Říšské rady vyslán téhož roku. 19. září 1870 složil slib. Opětovně ho zemský sněm do parlamentu vyslal roku 1872. Složil slib 29. prosince 1872, rezignace oznámena na schůzi 15. února 1873. Uspěl i v prvních přímých volbách do Říšské rady roku 1873, kurie venkovských obcí, obvod Imst, Reutte, Landeck, Schlanders atd. Mandát za táž obvod obhájil i ve volbách do Říšské rady roku 1879 a volbách do Říšské rady roku 1885. Slib složil 24. října 1885 a v parlamentu setrval do své smrti roku 1888.
V roce 1875 se tyrolská státoprávní opozice rozdělila na dva tábory. Oba se shodovaly v zájmu setrvat na zemském sněmu, ale lišily se v otázce, zda vykonávat mandáty na Říšské radě. Josef Greuter reprezentoval skupinu, která účast na Říšské radě neodmítala. Opačnou skupinu vedl Anton Di Pauli. Polemika rezonovala i v českých zemích, kde se podobně lišili staročeši a mladočeši. Greuter dokonce napsal obsáhlý článek do staročeského listu Politik. Patřil k tyrolským klerikálním konzervativcům. Prosazoval zájmy katolické církve a odmítal liberální tendence v politice. Vystupoval proti politice kabinetu Antona von Schmerlinga. Nesouhlasil s patentem z dubna 1861, který rozšířil práva evangelické církve v Rakousku, a se školským zákonem z roku 1868. Tyto novinky klerikální většina na zemském sněmu dlouhodobě odmítala a vedla spor se státem o kontrolu na školstvím.